# Glenea ochreobivittata
Glenea ochreobivittata là một loài bọ cánh cứng trong họ Cerambycidae.